# Castelnuovo (Vergato)
Castelnuovo é uma aldeia na comuna italiana de Vergato, onde ocorreu a Batalha de Castelnuovo entre a Força Expedicionária Brasileira, e o Exército Alemão.[carece de fontes?]